# Baron Zemo
Baron Zemo är namnet på två fiktiva superskurkar som förekommer i amerikanska serietidningar, publicerade av Marvel Comics. De har dykt upp i olika Marvel Comics-serietidningar, särskilt Captain America och The Avengers. Den ursprungliga Baron Zemo dök för första gången upp i The Avengers #4 (Mars 1964), den andra Baron Zemo dök först upp i Captain America #168 (December 1973).
År 2009 blev Baron Helmut Zemo rankad som IGN:s 40:e största serietidningsskurk.
Daniel Brühl skildrar Helmut Zemo i 2016 års film Captain America: Civil War samt 2021 års TV-serie The Falcon and the Winter Soldier.